# Kantatie 55
La route principale 55 (en finnois : Kantatie 55) est une route principale allant de Porvoo à Mäntsälä en Finlande.

## Description
La route principale 55, longue de 36 km, va de Porvoo à Mäntsälä. 
Elle forme, avec la route nationale 25 menant à Hanko, le contournement périphérique aussi appelé Kehä V de la ville d'Helsinki.

## Parcours
La route parcourt les municipalités suivantes :
- Porvoo
- Askola
- Mäntsälä